# Nycticorax duboisi
Espèce
Statut de conservation UICN

 EX  : Éteint
Nycticorax duboisi est une espèce d'oiseaux de la famille des ardéidés aujourd'hui disparue et autrefois endémique de l'île de La Réunion, dans l'océan Indien.
Son existence est avérée par un certain nombre de restes fossiles. Il se serait éteint peu après la description faite par Dubois en 1672 d'un oiseau gris dont le dessus des plumes est blanc et les pattes vertes.